# Borove, Zaricine
Borove (în ucraineană Борове) este localitatea de reședință a comunei Borove din raionul Zaricine, regiunea Rivne, Ucraina.

## Demografie
Componența lingvistică a localității Borove
     Ucraineană (99,53%)
     Alte limbi (0,46%)
Conform recensământului din 2001, majoritatea populației localității Borove era vorbitoare de ucraineană (99,53%), existând în minoritate și vorbitori de alte limbi.